# Hermann Metzger
Hermann Fritz August Metzger (* 13. Mai 1919 in Essen; † 11. September 2012 in Bochum) war ein deutscher Künstler und langjähriger Vorsitzender (1972–1981) des Bochumer Künstlerbundes.

## Leben und Werk
Sein Abitur erhielt Metzger 1937 am Humanistischen Gymnasium in Bochum-Wattenscheid. Mit Beginn des Zweiten Weltkrieges folgten Arbeits- und Militärdienst. Von 1945 bis 1948 befand er sich in Kriegsgefangenschaft der ehemaligen UdSSR. Nach seiner Freilassung studierte er an der Folkwang-Werkkunstschule in Essen-Werden. Anschließend arbeitet er als freier Maler und Grafiker sowie als Dozent an der VHS Essen. Ab Mitte der 1950er-Jahre erstellte er mehrere Wandbilder und Mosaike als Kunst im öffentlichen Raum. 1954 wurde er Mitglied im Bochumer Künstlerbund (BKB) und beteiligt sich am ersten Jahreskalender des Künstlerbundes. Auch in den Folgejahren bis mindestens 2011 beteiligt er sich. Von 1960 bis 1982 war er als Kunsterzieher an der Jacob-Mayer-Realschule in Bochum tätig.
Malerei, Zeichnung und Druckgrafik haben in seinem Schaffen eine gleichwertige Rolle gespielt, wobei ab Mitte der 1960er Jahre sein Interesse der großformatigen Zeichnung galt. Ab 1975 trat die Malerei wieder stärker in seinen Fokus. In seinen Arbeiten thematisierte er das Spannungsfeld zwischen dem Einzelnen und der Gruppe, mit den Befindlichkeiten und Problemen des Individuums in der Gesellschaft setzte er sich oft auseinander.
Metzgers Werke wurden in über 100 Ausstellungen gezeigt. Eine letzte umfassende Ausstellung fand 2004 anlässlich seines 85. Geburtstags im Kunst- und Galeriehaus in Bochum statt.
Bis zu seinem Tode kamen etwa 7.000 Arbeiten, darunter Tusche- und Kohlezeichnungen, Radierungen, Feder- und Bleistiftzeichnungen sowie Ölgemälde, zustande.